# Xã Concord, Quận Ford, Kansas
Xã Concord (tiếng Anh: Concord Township) là một xã thuộc quận Ford, tiểu bang Kansas, Hoa Kỳ. Năm 2010, dân số của xã này là 104 người.